# 4-苯基苯酚
4-苯基苯酚，又称联苯-4-酚、4-羟基联苯，是一种有机化合物。它是联苯的苯酚类似物。

## 生产
4-苯基苯酚可通过苯硼酸与4-碘苯酚在10%钯碳催化剂和碳酸钾存在下的铃木偶联反应获得。

## 性质
4-苯基苯酚是一种易燃、难燃的白色鳞状固体，具有类似苯酚的气味，极微溶于水。